# Renincarnated
Renincarnated jest piątym studyjnym albumem amerykańskiego rapera MC Rena. Jest to jego pierwszy album po 11 latach, gdy wydał Ruthless for Life w 1998 roku.

## Lista utworów
1. "Renincarnated" – 4:19
2. "Knock 'Em Out the Box" – 4:07
3. "Showtime" – 4:09
4. "Down for Whatever" – 3:43
5. "West Coastin'" – 3:30
6. "Villainist Tales" – 2:58
7. "Shootin' the Shit a Lil' Bit" – 2:49
8. "Black Star Line" – 3:15
9. "Return of the Villain" – 4:05
10. "V-Funk" – 4:10